# Pseudometisa
Pseudometisa is een geslacht van vlinders van de familie van de zakjesdragers (Psychidae).

## Soorten
- Pseudometisa alba (Janse, 1917)
- Pseudometisa aemula (Bourgogne, 1962)